# Persone di nome Renato
| Questa pagina contiene informazioni ricavate automaticamente dalle voci biografiche con l'ausilio del template Bio e di un bot. L'aggiornamento è periodico e automatico e ricostruisce completamente la pagina. Se manca una persona in questa lista, sei pregato di non aggiungerla, ma accertati piuttosto che la sua voce biografica contenga il template Bio e che i dati anagrafici siano correttamente compilati. Se il template Bio manca, inseriscilo tu stesso o, in alternativa, metti l'avviso {{tmp\|Bio}} che ne segnala la mancanza. Se i dati riportati sono sbagliati, correggi direttamente la voce biografica; le modifiche saranno visibili in questa lista entro pochi giorni. Per chiarimenti vedi il progetto antroponimi. La lista contiene solo le 571 persone che sono citate nell'enciclopedia e per le quali è stato implementato correttamente il template Bio. Pagina aggiornata al 22 lug 2025. |

Questa è una lista di persone presenti nell'enciclopedia che hanno il nome Renato, suddivise per attività principale.

## Allenatori di atletica leggera(1)
- Renato Canova, allenatore di atletica leggera italiano (Torino, n. 1944)

## Allenatori di calcio(23)
- Renato Arapi, allenatore di calcio, dirigente sportivo e ex calciatore albanese (Durazzo, n. 1986)
- Renato Braglia, allenatore di calcio e calciatore italiano (Bomporto, n. 1920 - Modena, † 1999)
- Renato Buso, allenatore di calcio e ex calciatore italiano (Treviso, n. 1969)
- Renato Cappellini, allenatore di calcio e ex calciatore italiano (Soncino, n. 1943)
- Renato Copparoni, allenatore di calcio e ex calciatore italiano (San Gavino Monreale, n. 1952)
- Renato Damonti, allenatore di calcio e ex calciatore italiano (Brescia, n. 1950)
- Renato Gei, allenatore di calcio e calciatore italiano (Brescia, n. 1921 - Nave, † 1999)
- Renato Jurčec, allenatore di calcio e ex calciatore croato (Zaprešić, n. 1966)
- Renato Longega, allenatore di calcio italiano (Imola, n. 1959)
- Renato Lucchi, allenatore di calcio e calciatore italiano (Cesena, n. 1921 - Cesena, † 2000)
- Renato Marson, allenatore di calcio e ex calciatore italiano (Spilimbergo, n. 1952)
- Renato Mola, allenatore di calcio e ex calciatore italiano (Brandico, n. 1943)
- Renato Nigiotti, allenatore di calcio e calciatore italiano (Livorno, n. 1898 - † 1949)
- Renato Olive, allenatore di calcio e ex calciatore italiano (Putignano, n. 1971)
- Renato Paiva, allenatore di calcio portoghese (Sertã, n. 1970)
- Renato Pasquinucci, allenatore di calcio e calciatore italiano (Viareggio, n. 1909 - San Marcello Pistoiese, † 1988)
- Renato Portaluppi, allenatore di calcio e ex calciatore brasiliano (Guaporé)
- Renato Roffi, allenatore di calcio e ex calciatore italiano (Udine, n. 1951)
- Renato Sadar, allenatore di calcio e calciatore italiano (Trieste, n. 1935 - Trieste, † 2009)
- Renato Sanero, allenatore di calcio e calciatore italiano (Torino, n. 1907 - Padova, † 1987)
- Renato Spurio, allenatore di calcio e calciatore italiano (Roma, n. 1930 - Roma, † 2015)
- Renato Vignolini, allenatore di calcio e calciatore italiano (Pistoia, n. 1906 - Cosenza, † 1982)
- Renato Villa, allenatore di calcio e ex calciatore italiano (Castelleone, n. 1958)

## Allenatori di pallacanestro(3)
- Renato Brito Cunha, allenatore di pallacanestro e dirigente sportivo brasiliano (Salvador - San Paolo, † 2020)
- Renato Carettoni, allenatore di pallacanestro e cestista svizzero (n. 1952 - † 2024)
- Renato Pasquali, allenatore di pallacanestro e dirigente sportivo italiano (Jesolo, n. 1954)

## Alpinisti(2)
- Renato Casarotto, alpinista italiano (Arcugnano, n. 1948 - K2, † 1986)
- Renato Gaudioso, alpinista, giornalista e regista italiano (Milano, n. 1920 - Milano, † 1993)

## Antifascisti(2)
- Renato Fabrizi, antifascista italiano (Osimo, n. 1910 - Larino, † 1937)
- Renato Jacopini, antifascista, militare e partigiano italiano (La Spezia, n. 1904 - La Spezia, † 1984)

## Antropologi(1)
- Renato Rosaldo, antropologo e poeta statunitense (Urbana, n. 1941)

## Arbitri di calcio(2)
- Renato Marsiglia, ex arbitro di calcio e opinionista brasiliano (Rio Grande, n. 1951)
- Renato Pasturenti, arbitro di calcio, allenatore di calcio e dirigente sportivo italiano (Voghera, n. 1907 - Voghera, † 1993)

## Arbitri di pallacanestro(1)
- Renato Righetto, arbitro di pallacanestro brasiliano (Campinas, n. 1921 - Campinas, † 2001)

## Archeologi(3)
- Renato Bartoccini, archeologo italiano (Roma, n. 1893 - Roma, † 1963)
- Renato Perini, archeologo italiano (Terragnolo, n. 1924 - Trento, † 2007)
- Renato Peroni, archeologo italiano (Vienna, n. 1930 - Roma, † 2010)

## Architetti(5)
- Renato Baldi, architetto, urbanista e restauratore italiano (Firenze, n. 1918 - Firenze, † 2022)
- Renato Camus, architetto italiano (Pisino, n. 1891 - Sanremo, † 1971)
- Renato De Fusco, architetto, designer e teorico dell'architettura italiano (Napoli, n. 1929 - Napoli, † 2024)
- Renato Nicolini, architetto, politico e drammaturgo italiano (Roma, n. 1942 - Roma, † 2012)
- Renato Rizzi, architetto italiano (Rovereto, n. 1951)

## Arcivescovi cattolici(1)
- Renato Boccardo, arcivescovo cattolico italiano (Sant'Ambrogio di Torino, n. 1952)

## Artisti(3)
- Renato Bertelli, artista e scultore italiano (Lastra a Signa, n. 1900 - Firenze, † 1974)
- Renato Rutigliano, artista e attore italiano (Napoli, n. 1943 - Napoli, † 2001)
- Renato Spagnoli, artista italiano (Livorno, n. 1928 - Livorno, † 2019)

## Artisti marziali(1)
- Renato Sini, artista marziale e kickboxer italiano (Vetralla, n. 1971)

## Artisti marziali misti(2)
- Renato Moicano, artista marziale misto brasiliano (Brasilia, n. 1989)
- Renato Sobral, artista marziale misto brasiliano (Rio de Janeiro, n. 1975)

## Assistenti arbitrali di calcio(1)
- Renato Faverani, ex assistente arbitrale di calcio italiano (Lodi, n. 1969)

## Astisti(1)
- Renato Dionisi, ex astista italiano (Riva del Garda, n. 1947)

## Attivisti(1)
- Renato Accorinti, attivista e politico italiano (Messina, n. 1954)

## Attori(38)
- Renato Baldini, attore italiano (Roma, n. 1921 - Roma, † 1995)
- Renato Carpentieri, attore e regista teatrale italiano (Savignano Irpino, n. 1943)
- Renato Cecchetto, attore, doppiatore e direttore del doppiaggio italiano (Adria, n. 1951 - Roma, † 2022)
- Renato Cecilia, attore italiano (Roma, n. 1931 - † 2010)
- Renato Cestiè, attore italiano (Roma, n. 1963)
- Renato Chiantoni, attore italiano (Brescia, n. 1906 - Roma, † 1979)
- Renato Cialente, attore italiano (Treviglio, n. 1897 - Roma, † 1943)
- Renato Cominetti, attore, doppiatore e direttore del doppiaggio italiano (Napoli, n. 1915 - Roma, † 2005)
- Renato Cortesi, attore, doppiatore e dialoghista italiano (Bergamo, n. 1939)
- Renato D'Amore, attore italiano (Roma, n. 1952)
- Renato De Carmine, attore italiano (Roma, n. 1923 - Roma, † 2010)
- Renato Góes, attore e modello brasiliano (Recife, n. 1986)
- Renato Izzo, attore, doppiatore e direttore del doppiaggio italiano (Campobasso, n. 1929 - Roma, † 2009)
- Renato Liprandi, attore, scrittore e drammaturgo italiano (Torino, n. 1949)
- Renato Lupi, attore italiano (Roma, n. 1920 - Roma, † 2000)
- Renato Malavasi, attore italiano (Verona, n. 1904 - Verona, † 1998)
- Renato Marchetti, attore italiano (Roma, n. 1970)
- Renato Marotta, attore, regista e montatore italiano (Salerno, n. 1974)
- Renato Marzi, attore italiano (Livorno, n. 1964)
- Renato Montalbano, attore italiano (Catania, n. 1931 - Roma, † 2019)
- Renato Moretti, attore e sceneggiatore italiano
- Renato Mori, attore, doppiatore e direttore del doppiaggio italiano (Milano, n. 1935 - Roma, † 2014)
- Renato Navarrini, attore italiano (La Spezia, n. 1892 - Savona, † 1972)
- Renato Paracchi, attore italiano (Milano, n. 1929 - Milano, † 2015)
- Renato Pinciroli, attore italiano (Costigliole d'Asti, n. 1905 - Palermo, † 1976)
- Renato Pozzetto, attore, comico e cabarettista italiano (Milano, n. 1940)
- Renato Raimo, attore italiano (San Severo, n. 1963)
- Renato Rascel, attore, comico e cantautore italiano (Torino, n. 1912 - Roma, † 1991)
- Renato Romano, attore e sceneggiatore italiano (Ischia, n. 1940)
- Howard Ross, attore e sceneggiatore italiano (Roma, n. 1941)
- Renato Salvatori, attore italiano (Seravezza, n. 1934 - Roma, † 1988)
- Renato Sarti, attore, drammaturgo e regista italiano (Trieste, n. 1952)
- Renato Scarpa, attore italiano (Milano, n. 1939 - Roma, † 2021)
- Renato Speziali, attore italiano (Roma, n. 1929 - Roma, † 2006)
- Renato Terra, attore italiano (Napoli, n. 1922 - Roma, † 2010)
- Renato Turi, attore, doppiatore e direttore del doppiaggio italiano (Firenze, n. 1920 - Roma, † 1991)
- Renato Valente, attore italiano (Roma, n. 1924 - Roma, † 1989)
- Renato Visca, attore italiano (Roma, n. 1905)

## Aviatori(1)
- Renato Spada, aviatore italiano (Carpinello, n. 1894 - Forlì, † 1971)

## Avvocati(3)
- Renato Cigarini, avvocato, partigiano e antifascista italiano (Novara, n. 1901 - Milano, † 1992)
- Renato Macarini Carmignani, avvocato, scrittore e politico italiano (Montecarlo, n. 1880 - Montecarlo, † 1958)
- Renato Miele, avvocato, dirigente sportivo e ex calciatore italiano (Roma, n. 1957)

## Banchieri(1)
- Renato Pagliaro, banchiere e dirigente d'azienda italiano (Milano, n. 1957)

## Baritoni(3)
- Renato Bruson, baritono italiano (Granze, n. 1936)
- Renato Capecchi, baritono italiano (Il Cairo, n. 1923 - Milano, † 1998)
- Renato Zanelli, baritono e tenore cileno (Valparaíso, n. 1892 - Santiago del Cile, † 1935)

## Biologi(1)
- Renato Dulbecco, biologo e medico italiano (Catanzaro, n. 1914 - La Jolla, † 2012)

## Bobbisti(2)
- Renato Mocellini, bobbista italiano (Varna, n. 1929 - Bressanone, † 1985)
- Renato Zardini, bobbista italiano (Cortina d'Ampezzo, n. 1940)

## Botanici(1)
- Renato Pampanini, botanico italiano (Valdobbiadene, n. 1875 - Vittorio Veneto, † 1949)

## Canoisti(2)
- Renato De Monti, ex canoista italiano (Merano, n. 1960)
- Renato Ongari, canoista italiano (Mantova, n. 1935 - Mantova, † 2016)

## Canottieri(4)
- Renato Barbieri, canottiere italiano (Livorno, n. 1903 - † 1980)
- Renato Bosatta, ex canottiere italiano (Pianello del Lario, n. 1938)
- Renato Bracci, canottiere italiano (Livorno, n. 1904 - † 1975)
- Renato Petronio, canottiere italiano (Pirano, n. 1891 - Portogruaro, † 1976)

## Cantanti(1)
- Renato Terra, cantante, musicista e produttore discografico brasiliano (Rio de Janeiro, n. 1953)

## Cantautori(7)
- Renato Brioschi, cantautore e compositore italiano (Milano, n. 1948)
- Renato Carosone, cantautore, pianista e direttore d'orchestra italiano (Napoli, n. 1920 - Roma, † 2001)
- Garbo, cantautore italiano (Milano, n. 1958)
- Renato Pareti, cantautore, attore e scrittore italiano (Milano, n. 1947)
- Renato Russo, cantautore, musicista e compositore brasiliano (Rio de Janeiro, n. 1960 - Rio de Janeiro, † 1996)
- Renato Teixeira, cantautore brasiliano (Santos, n. 1945)
- Renato Zero, cantautore e produttore discografico italiano (Roma, n. 1950)

## Cardinali(2)
- Renato Corti, cardinale e vescovo cattolico italiano (Galbiate, n. 1936 - Rho, † 2020)
- Renato Raffaele Martino, cardinale e arcivescovo cattolico italiano (Salerno, n. 1932 - Roma, † 2024)

## Cardiochirurghi(1)
- Renato Donatelli, cardiochirurgo italiano (Morino, n. 1927 - Milano, † 1969)

## Cestisti(5)
- Renato Albonico, cestista italiano (Venezia, n. 1947 - Bologna, † 2023)
- Renato Padovan, cestista italiano (Venezia, n. 1934 - Varese, † 2017)
- Renato Lamas Pinto, ex cestista brasiliano (Belo Horizonte, n. 1978)
- Renato Reyes, cestista filippino (Bacoor, n. 1944 - † 1997)
- Renato Villalta, ex cestista e dirigente sportivo italiano (Maserada sul Piave, n. 1955)

## Chimici(1)
- Renato Ugo, chimico italiano (Palermo, n. 1938 - Milano, † 2020)

## Ciclisti su strada(6)
- Renato Giusti, ex ciclista su strada italiano (Bonaldo, n. 1938)
- Renato Laghi, ex ciclista su strada italiano (Errano, n. 1944)
- Renato Pelizzoni, ciclista su strada italiano (Drizzona, n. 1936 - Cremona, † 2020)
- Renato Piccolo, ex ciclista su strada italiano (Portogruaro, n. 1962)
- Renato Ponzini, ciclista su strada italiano (Compiano, n. 1932 - Borgo Val di Taro, † 2014)
- Renato Scorticati, ciclista su strada italiano (Reggio nell'Emilia, n. 1908 - Albinea, † 1978)

## Ciclocrossisti(1)
- Renato Longo, ciclocrossista e ciclista su strada italiano (Vittorio Veneto, n. 1937 - Conegliano, † 2023)

## Compositori(7)
- Renato Angiolini, compositore e pianista italiano (Gallarate, n. 1923 - Milano, † 1985)
- Renato Bartolini, compositore, musicista e cantante italiano (Roma, n. 1952)
- Renato Brogi, compositore italiano (Sesto Fiorentino, n. 1873 - Fiesole, † 1924)
- Renato Dionisi, compositore italiano (Rovigno, n. 1910 - Verona, † 2000)
- Renato Fasano, compositore, pianista e direttore d'orchestra italiano (Napoli, n. 1902 - † 1979)
- Renato Ruocco, compositore italiano (Napoli, n. 1921 - Napoli, † 1987)
- Renato Serio, compositore, arrangiatore e direttore d'orchestra italiano (Lucca, n. 1946 - Roma, † 2024)

## Condottieri(2)
- Renato II di Rohan, condottiero francese (Blain, n. 1550 - La Rochelle, † 1586)
- Renato I di Rohan, condottiero francese (n. 1516 - Metz, † 1552)

## Conduttori radiofonici(1)
- Renato Marengo, conduttore radiofonico, produttore discografico e giornalista italiano (Napoli, n. 1943)

## Conduttori televisivi(1)
- Renato Tagliani, conduttore televisivo, attore e imprenditore italiano (Milano, n. 1927 - Roma, † 2000)

## Criminali(2)
- Renato Rinino, criminale italiano (Savona, n. 1962 - Pietra Ligure, † 2003)
- Renato Vallanzasca, criminale italiano (Milano, n. 1950)

## Critici cinematografici(1)
- Renato Venturelli, critico cinematografico italiano (Genova, n. 1954)

## Critici d'arte(2)
- Renato Barilli, critico d'arte, storico dell'arte e saggista italiano (Bologna, n. 1935)
- Renato Miracco, critico d'arte e storico italiano (n. 1953)

## Critici letterari(1)
- Renato Serra, critico letterario e scrittore italiano (Cesena, n. 1884 - Monte Podgora, † 1915)

## Critici teatrali(1)
- Renato Simoni, critico teatrale, giornalista e commediografo italiano (Verona, n. 1875 - Milano, † 1952)

## Culturisti(1)
- Renato Bertagna, ex culturista italiano (Cannobio, n. 1947)

## Danzatori(1)
- Renato Zanella, ballerino, coreografo e regista teatrale italiano (Verona, n. 1961)

## Diplomatici(3)
- Renato De Martino, diplomatico e ambasciatore italiano (Tangeri, n. 1843 - Pisa, † 1903)
- Renato Prunas, diplomatico italiano (Cagliari, n. 1892 - Il Cairo, † 1951)
- Renato Ruggiero, diplomatico e politico italiano (Napoli, n. 1930 - Milano, † 2013)

## Direttori artistici(1)
- Renato Borsoni, direttore artistico, attore teatrale e regista teatrale italiano (Santa Maria Nuova, n. 1926 - Brescia, † 2017)

## Direttori d'orchestra(2)
- Renato Cellini, direttore d'orchestra italiano (n. 1912 - New Orleans, † 1967)
- Renato Palumbo, direttore d'orchestra italiano (Montebelluna, n. 1963)

## Direttori della fotografia(3)
- Renato Berta, direttore della fotografia svizzero (Bellinzona, n. 1945)
- Renato Del Frate, direttore della fotografia italiano (Roma, n. 1910 - Roma, † 1962)
- Renato Molinari, direttore della fotografia, regista e sceneggiatore italiano (Tripoli, † 1948)

## Dirigenti d'azienda(2)
- Renato Mazzoncini, dirigente d'azienda italiano (Brescia, n. 1968)
- Renato Riverso, dirigente d'azienda e banchiere italiano (Milano, n. 1934)

## Dirigenti sportivi(5)
- Renato Bottacini, dirigente sportivo, allenatore di calcio e calciatore italiano (Verona, n. 1901 - Bologna, † 1979)
- Renato William Jones, dirigente sportivo britannico (Roma, n. 1906 - Monaco di Baviera, † 1981)
- Renato Nicetto, dirigente sportivo italiano (Padova, n. 1938 - Padova, † 2017)
- Renato Sacerdoti, dirigente sportivo italiano (Roma, n. 1891 - Roma, † 1971)
- Renato Di Rocco, dirigente sportivo italiano (Roma, n. 1947)

## Doppiatori(1)
- Renato Novara, doppiatore, direttore del doppiaggio e musicista italiano (Torino, n. 1977)

## Drammaturghi(2)
- Renato Brogelli, drammaturgo italiano (Piombino, n. 1915 - Terni, † 2007)
- Renato Gabrielli, drammaturgo italiano (Milano, n. 1966)

## Editori(2)
- Renato Bianconi, editore italiano (Milano, n. 1928 - Milano, † 1993)
- Renato Giunti, editore e antifascista italiano (Firenze, n. 1905 - Firenze, † 1983)

## Esploratori(2)
- Renato Alessandrini, esploratore italiano (Roma, n. 1890 - Oceano Artico, † 1928)
- Renato Cepparo, esploratore, scrittore e imprenditore italiano (Milano, n. 1916 - Milano, † 2007)

## Filologi(3)
- Renato De Falco, filologo e scrittore italiano (Napoli, n. 1928 - Napoli, † 2016)
- Renato Martinoni, filologo, storico della letteratura e scrittore svizzero (Muralto, n. 1952)
- Renato Oniga, filologo classico e latinista italiano (Venezia, n. 1961)

## Filosofi(2)
- Cartesio, filosofo e matematico francese (La Haye en Touraine, n. 1596 - Stoccolma, † 1650)
- Renato Treves, filosofo e sociologo italiano (Torino, n. 1907 - Milano, † 1992)

## Fisici(1)
- Renato Ricamo, fisico italiano (Trieste, n. 1914 - Roma, † 1994)

## Fondisti(1)
- Renato Pasini, ex fondista italiano (Gazzaniga, n. 1977)

## Fotografi(2)
- Renato Begnoni, fotografo italiano (Villafranca di Verona, n. 1956)
- Renato Grignaschi, fotografo italiano (Arona, n. 1943 - Arona, † 2024)

## Fumettisti(2)
- Renato Polese, fumettista italiano (Roma, n. 1924 - Scandriglia, † 2014)
- Renato Queirolo, fumettista italiano (Milano, n. 1944)

## Funzionari(2)
- Renato Franceschelli, funzionario italiano (Napoli, n. 1957)
- Renato Pascucci, prefetto italiano (Macerata, n. 1887 - Bologna, † 1976)

## Galleristi(1)
- Renato Cardazzo, gallerista italiano (Venezia, n. 1918 - Milano, † 2002)

## Generali(6)
- Renato Coturri, generale italiano (Genova, n. 1883 - † 1951)
- Renato De Francesco, generale e funzionario italiano (Livorno, n. 1900 - Roma, † 1984)
- Renato Lodi, generale italiano (Roma, n. 1923 - † 2022)
- Renato Mazzucco, generale e aviatore italiano (Sassuolo, n. 1891 - Roma, † 1981)
- Renato Piola Caselli, generale italiano (Livorno, n. 1866 - Serravalle di Bibbiena, † 1948)
- Renato Sandalli, generale e politico italiano (Genova, n. 1897 - Roma, † 1968)

## Geografi(1)
- Renato Biasutti, geografo e etnologo italiano (San Daniele del Friuli, n. 1878 - Firenze, † 1965)

## Gesuiti(1)
- Renato Goupil, gesuita, missionario e santo francese (Saint-Martin-du-Bois, n. 1608 - Ossenon, † 1642)

## Giocatori di calcio a 5(1)
- Bico Pelentir, giocatore di calcio a 5 brasiliano (Videira, n. 1985)

## Giocatori di curling(1)
- Renato Ghezze, ex giocatore di curling italiano (Cortina d'Ampezzo, n. 1936)

## Giornalisti(10)
- Renato Angiolillo, giornalista e politico italiano (Ruoti, n. 1901 - Roma, † 1973)
- Renato Bertacchini, giornalista e critico letterario italiano (Modena, n. 1921 - Modena, † 2011)
- Renato Carli Ballola, giornalista e politico italiano (Porto Garibaldi, n. 1904 - Roma, † 1963)
- Renato Casalbore, giornalista italiano (Salerno, n. 1891 - Superga, † 1949)
- Renato Caserta, giornalista e scrittore italiano (Napoli, n. 1919 - Napoli, † 2007)
- Renato Genovese, giornalista e scrittore italiano (Napoli, n. 1950)
- Renato Mieli, giornalista italiano (Alessandria d'Egitto, n. 1912 - Milano, † 1991)
- Renato Minore, giornalista, scrittore e poeta italiano (Chieti, n. 1944)
- Renato Parascandolo, giornalista, autore televisivo e saggista italiano (Napoli, n. 1945)
- Renato Tosatti, giornalista italiano (Genova, n. 1908 - Superga, † 1949)

## Giuristi(6)
- Renato Baccari, giurista italiano (Napoli, n. 1914 - Roma, † 2012)
- Renato Balduzzi, giurista e politico italiano (Voghera, n. 1955)
- Renato Dell'Andro, giurista e politico italiano (Bari, n. 1922 - Bari, † 1990)
- Renato Federici, giurista e scrittore italiano (Cupramontana, n. 1944)
- Renato Scognamiglio, giurista italiano (Roma, n. 1922 - Roma, † 2020)
- Renato Squillante, giurista e magistrato italiano (Napoli, n. 1925 - Roma, † 2017)

## Golfisti(1)
- Renato Paratore, golfista italiano (Roma, n. 1996)

## Hockeisti su ghiaccio(1)
- Renato Franceschi, hockeista su ghiaccio italiano (Cortina d'Ampezzo, n. 1948)

## Illustratori(1)
- Renato Casaro, illustratore italiano (Treviso, n. 1935)

## Imprenditori(10)
- Renato Ancorotti, imprenditore e politico italiano (Crema, n. 1956)
- Renato Armellini, imprenditore italiano (n. 1930 - Porto Santo Stefano, † 1993)
- Renato Bacchini, imprenditore italiano (Imola, n. 1916 - Imola, † 1983)
- Renato Bialetti, imprenditore italiano (Omegna, n. 1923 - Ascona, † 2016)
- Renato Crotti, imprenditore e scrittore italiano (Carpi, n. 1921 - Modena, † 2015)
- Renato Dall'Ara, imprenditore e dirigente sportivo italiano (Reggio nell'Emilia, n. 1892 - Milano, † 1964)
- Renato Fastigi, imprenditore e politico italiano (Pesaro, n. 1904 - Pesaro, † 1997)
- Renato Lombardi, imprenditore italiano (Napoli, n. 1906 - Grignasco, † 1982)
- Renato Morgandi, imprenditore italiano (Valbondione, n. 1946)
- Renato Soru, imprenditore, politico e dirigente d'azienda italiano (Sanluri, n. 1957)

## Incisori(1)
- Renato Bruscaglia, incisore italiano (Urbino, n. 1921 - Bologna, † 1999)

## Ingegneri(1)
- Renato Di Lorenzo, ingegnere, scrittore e opinionista italiano (n. 1944)

## Latinisti(1)
- Renato Romizi, latinista e grecista italiano (Perugia, n. 1915 - Perugia, † 2014)

## Linguisti(1)
- Renato Corsetti, linguista e esperantista italiano (Roma, n. 1941 - Londra, † 2025)

## Liutai(1)
- Renato Scrollavezza, liutaio italiano (Castelnuovo Fogliani, n. 1927 - Parma, † 2019)

## Lottatori(2)
- Renato Gardini, lottatore italiano (Bologna, n. 1889 - Santos, † 1940)
- Renato Lombardo, ex lottatore italiano (Catania, n. 1965)

## Mafiosi(1)
- Renato Cinquegranella, mafioso italiano (Napoli, n. 1949)

## Magistrati(2)
- Renato Borruso, magistrato italiano (Roma, n. 1928 - Pineto, † 2014)
- Renato Granata, magistrato italiano (Roma, n. 1926 - Roma, † 2017)

## Maratoneti(1)
- Renato Martini, maratoneta e mezzofondista italiano (Tortona, n. 1949 - Novi Ligure, † 2016)

## Matematici(3)
- Renato Caccioppoli, matematico italiano (Napoli, n. 1904 - Napoli, † 1959)
- Renato Calapso, matematico italiano (Palermo, n. 1901 - Messina, † 1976)
- Renato Einaudi, matematico e fisico italiano (Torino, n. 1909 - Pisa, † 1976)

## Medici(6)
- Renato Coppola, medico e politico italiano (Caserta, n. 1925 - Caserta, † 2007)
- Renato Galeazzi, medico e politico italiano (Ancona, n. 1945)
- Renato Kehl, medico e scrittore brasiliano (Limeira, n. 1889 - San Paolo, † 1978)
- Renato Lauro, medico e patologo italiano (Palermo, n. 1940)
- Renato Natale, medico, politico e attivista italiano (Casal di Principe, n. 1950)
- Renato Ziaco, medico, sportivo e scrittore italiano (Roma, n. 1927 - Roma, † 1985)

## Mezzofondisti(1)
- Renato Gotti, ex mezzofondista e fondista di corsa in montagna italiano (Almenno San Salvatore, n. 1964)

## Militari(20)
- Renato Andreani, militare e aviatore italiano (Carrara, n. 1915 - Aldehuela, † 1938)
- Renato Assante, militare italiano (Costantinopoli, n. 1921 - Monte Chenaillet, † 1944)
- Renato di Borbone-Parma, militare spagnolo (Schwarzau am Steinfeld, n. 1894 - Copenaghen, † 1962)
- Renato Catena, militare italiano (Montecassiano, n. 1918 - Corbera d'Ebre, † 1938)
- Renato Chiodini, militare italiano (Milano, n. 1914 - Milano, † 1983)
- Renato Ciprari, militare e aviatore italiano (Roma, n. 1906 - Lechemti, † 1936)
- Renato Coletta, militare italiano (Barletta, n. 1914 - Daharboruk, † 1940)
- Renato De Martino, militare italiano (Caserta, n. 1908 - Amba Tzelleré, † 1935)
- Renato Del Din, militare e partigiano italiano (Auronzo di Cadore, n. 1922 - Tolmezzo, † 1944)
- Renato Donati, militare e aviatore italiano (Forlì, n. 1894 - † 1980)
- Renato Gomez de Ayala, militare italiano (Napoli, n. 1912 - Benafer, † 1938)
- Renato Lio, militare italiano (Rende, n. 1956 - Soverato, † 1991)
- Renato Lordi, militare italiano (Napoli, n. 1894 - Birgot, † 1936)
- Renato Dario Lupo, militare italiano (Taranto, n. 1893 - Donec, † 1943)
- Renato Moglia, ufficiale e aviatore italiano (Ronco Biellese, n. 1916 - Aspromonte, † 1943)
- Renato Perico, militare italiano (Sirone, n. 1895 - Revine Lago, † 1944)
- Renato Tartarotti, militare e poliziotto italiano (Mantova, n. 1916 - Bologna, † 1945)
- Renato Togni, militare italiano (Frascati, n. 1913 - Cherù, † 1941)
- Renato Villoresi, militare e partigiano italiano (Roma, n. 1917 - Roma, † 1944)
- Renato Zanardo, militare italiano (Monselice, n. 1915 - Roma, † 1977)

## Montatori(1)
- Renato Cinquini, montatore italiano (Padova, n. 1921)

## Musicisti(1)
- Renato Borghetti, musicista e compositore brasiliano (Porto Alegre, n. 1963)

## Musicologi(1)
- Renato Fondi, musicologo, poeta e critico d'arte italiano (Pistoia, n. 1887 - Roma, † 1929)

## Navigatori(1)
- Renato Mazzolani, marinaio e militare italiano (Forlì, n. 1887 - La Spezia, † 1945)

## Neurologi(1)
- Renato Boeri, neurologo e partigiano italiano (Milano, n. 1922 - Milano, † 1994)

## Nobili(8)
- Renato III Borromeo Arese, nobile e naturalista italiano (Milano, n. 1710 - Milano, † 1778)
- Renato II Borromeo, nobile italiano (Milano, n. 1618 - Milano, † 1685)
- Renato I Borromeo, nobile e diplomatico italiano (Milano, n. 1555 - Arona, † 1608)
- Renato II di Lorena, nobile francese (Angers, n. 1451 - Fains, † 1508)
- Renato di Chalon, nobile tedesco (Breda, n. 1519 - Saint-Dizier, † 1544)
- Renato di Guisa, nobile francese (Joinville, n. 1536 - † 1566)
- Renato di Savoia-Villars, nobile italiano (n. 1468 - Pavia, † 1525)
- Renato di Cossé, nobile francese (n. 1460 - castello di Brissac, † 1540)

## Nuotatori(1)
- Renato Bacigalupo, nuotatore italiano (Rapallo, n. 1908 - Rapallo, † 1979)

## Organisti(1)
- Renato Negri, organista italiano (Reggio Emilia, n. 1968)

## Paleografi(1)
- Renato Piattoli, paleografo e diplomatista italiano (Capannori, n. 1906 - Firenze, † 1974)

## Pallanuotisti(4)
- Renato De Sanzuane, pallanuotista italiano (Venezia, n. 1925 - Venezia, † 1986)
- Renato Traiola, pallanuotista italiano (Napoli, n. 1924 - † 1988)
- Renato Vrbičić, pallanuotista croato (Sebenico, n. 1970 - Sebenico, † 2018)
- Renato Živković, ex pallanuotista e allenatore di pallanuoto croato (Spalato, n. 1966)

## Pallavolisti(2)
- Renato Felizardo, pallavolista brasiliano (Belo Horizonte, n. 1978)
- Renato Russomanno, pallavolista brasiliano (Santos, n. 1983)

## Parolieri(1)
- Renato Scala, paroliere e scrittore italiano (Firenze, n. 1928 - Torino, † 2006)

## Partigiani(7)
- Renato Berardinucci, partigiano italiano (Filadelfia, n. 1921 - Arischia, † 1944)
- Renato Bianchi, partigiano italiano (Milano, n. 1919 - Milano, † 1946)
- Renato Boragine, partigiano italiano (Genova, n. 1924 - Cairo Montenotte, † 1944)
- Renato Guatelli, partigiano italiano (Borgo San Donnino, n. 1923 - Coduro di Fidenza, † 1944)
- Renato Martorelli, partigiano italiano (Livorno, n. 1895 - Niella Tanaro, † 1944)
- Renato Quartini, partigiano italiano (Ronco Scrivia, n. 1923 - Cravasco, † 1945)
- Renato Ruffinatti, partigiano italiano (Giaveno, n. 1925 - Forno di Coazze, † 1944)

## Pattinatori di velocità su ghiaccio(1)
- Renato De Riva, pattinatore di velocità su ghiaccio italiano (Cortina d'Ampezzo, n. 1937 - Cortina d'Ampezzo, † 1983)

## Percussionisti(1)
- Renè Mantegna, percussionista italiano (Italia, n. 1951 - Monza, † 2013)

## Pianisti(1)
- Renato Sellani, pianista italiano (Senigallia, n. 1926 - Milano, † 2014)

## Piloti automobilistici(2)
- Renato Balestrero, pilota automobilistico italiano (Lucca, n. 1898 - Milano, † 1948)
- Renato Pirocchi, pilota automobilistico italiano (Notaresco, n. 1933 - Chieti, † 2002)

## Piloti di rally(1)
- Renato Travaglia, pilota di rally italiano (Cavedine, n. 1965)

## Piloti motonautici(1)
- Renato Molinari, pilota motonautico italiano (Nesso, n. 1946 - Cella Monte, † 2024)

## Pistard(1)
- Renato Perona, pistard italiano (Terni, n. 1927 - Terni, † 1984)

## Pittori(10)
- Renato Birolli, pittore italiano (Verona, n. 1905 - Milano, † 1959)
- Renato Ferrini, pittore e disegnatore italiano (Orbetello, n. 1910 - Roma, † 2005)
- Renato Foresti, pittore e dirigente d'azienda italiano (Napoli, n. 1900 - Firenze, † 1973)
- Renato Mambor, pittore e attore italiano (Roma, n. 1936 - Roma, † 2014)
- Renato Natali, pittore italiano (Livorno, n. 1883 - Livorno, † 1979)
- Renato Paresce, pittore e scrittore italiano (Carouge, n. 1886 - Parigi, † 1937)
- Renato Pengo, pittore italiano (Padova, n. 1943)
- Renato Santini, pittore italiano (Viareggio, n. 1912 - Viareggio, † 1995)
- Renato Vernizzi, pittore italiano (Parma, n. 1904 - Milano, † 1972)
- Renato Volpini, pittore, scultore e incisore italiano (Napoli, n. 1934 - Milano, † 2017)

## Poeti(4)
- Renato Appi, poeta e drammaturgo italiano (Cordenons, n. 1923 - Pordenone, † 1991)
- Renato Filippelli, poeta e saggista italiano (Cascano, n. 1936 - Formia, † 2010)
- Renato Fucini, poeta, scrittore e insegnante italiano (Monterotondo Marittimo, n. 1843 - Empoli, † 1921)
- Renato Terpolilli, poeta, scrittore e giornalista italiano (Vasto, n. 1927 - Vasto, † 2000)

## Poliziotti(2)
- Renato Barborini, poliziotto italiano (San Michele all'Adige, n. 1950 - Dalmine, † 1977)
- Renato Candida, carabiniere italiano (Lecce, n. 1916 - Torino, † 1988)

## Presbiteri(5)
- Renato Bresciani, presbitero e missionario italiano (Mezzane di Sotto, n. 1914 - Verona, † 1996)
- Renato Dardozzi, presbitero e ingegnere italiano (Parma, n. 1922 - Roma, † 2003)
- Renato Roberti, presbitero e partigiano italiano (Castiglioncello, n. 1921 - Livorno, † 1997)
- Renato Kizito Sesana, presbitero, missionario e giornalista italiano (Lecco, n. 1943)
- Renato Ziggiotti, presbitero e educatore italiano (Bevadoro di Campodoro, n. 1892 - Albarè di Costermano, † 1983)

## Pugili(2)
- Renato De Donato, ex pugile italiano (Milano, n. 1986)
- Renato Galli, pugile italiano (Milano, n. 1937 - Novate Milanese, † 2017)

## Rapper(1)
- RIN, rapper tedesco (Bietigheim-Bissingen, n. 1994)

## Registi(6)
- Renato Borraccetti, regista e sceneggiatore italiano (Boscoreale, n. 1903 - † 1977)
- Renato Castellani, regista e sceneggiatore italiano (Varigotti, n. 1913 - Roma, † 1985)
- Renato Dall'Ara, regista e sceneggiatore italiano (Rovigo, n. 1924 - Rovigo, † 1982)
- Renato De Maria, regista e sceneggiatore italiano (Varese, n. 1958)
- Renato Polselli, regista e sceneggiatore italiano (Arce, n. 1922 - Roma, † 2006)
- Renato Savino, regista e sceneggiatore italiano (Adalia, n. 1926 - Roma, † 2008)

## Registi teatrali(2)
- Renato Bonajuto, regista teatrale italiano (Novara, n. 1979)
- Renato Giordano, regista teatrale, attore e musicista italiano (Roma, n. 1953)

## Rugbisti a 15(1)
- Renato Giammarioli, rugbista a 15 italiano (Marino, n. 1995)

## Saggisti(1)
- Renato Migliavacca, saggista e militare italiano (Besate, n. 1921 - Milano, † 2011)

## Sassofonisti(1)
- Renato D'Aiello, sassofonista italiano (Napoli, n. 1959)

## Scacchisti(1)
- Renato Adinolfi, scacchista italiano (Salerno, n. 1929 - † 2007)

## Sceneggiatori(1)
- Renato Sannio, sceneggiatore italiano (Lucca, n. 1981)

## Schermidori(1)
- Renato Anselmi, schermidore italiano (Marigliano, n. 1891 - Genova, † 1973)

## Sciatori alpini(2)
- Renato Antonioli, ex sciatore alpino italiano (n. 1953)
- Renato Valentini, sciatore alpino italiano (Villa Rendena, n. 1946 - Tione di Trento, † 2016)

## Scrittori(10)
- Renato Barneschi, scrittore e giornalista italiano (Dolceacqua, n. 1928 - Roma, † 1987)
- Renato Gentili, scrittore e grammatico italiano (Tivoli, n. 1538 - Tivoli, † 1599)
- Renato Ghiotto, scrittore, giornalista e sceneggiatore italiano (Montecchio Maggiore, n. 1923 - Malo, † 1986)
- Renato Giovannoli, scrittore italiano (Cervia, n. 1956)
- Renato Iacumin, scrittore, saggista e politico italiano (Aquileia, n. 1941 - Palmanova, † 2012)
- Renato Olivieri, scrittore e giornalista italiano (Sanguinetto, n. 1925 - Milano, † 2013)
- Renato Pestriniero, scrittore italiano (Venezia, n. 1933)
- Renato Pigliacampo, scrittore, poeta e pedagogista italiano (Recanati, n. 1948 - † 2015)
- Renato Prada Oropeza, scrittore e critico letterario messicano (Potosí, n. 1937 - Puebla, † 2011)
- Renato Tavella, scrittore italiano (Torino, n. 1947)

## Scultori(7)
- Renato Avanzinelli, scultore italiano (Lucca, n. 1908 - Lucca, † 1970)
- Renato Barisani, scultore e pittore italiano (Napoli, n. 1918 - Napoli, † 2011)
- Renato Brozzi, scultore, incisore e orafo italiano (Traversetolo, n. 1885 - Traversetolo, † 1963)
- Renato Ischia, scultore e artista italiano (Arco, n. 1941 - Arco, † 2025)
- Renato Marino Mazzacurati, scultore e pittore italiano (Galliera, n. 1907 - Parma, † 1969)
- Renato Righetti, scultore e pittore italiano (Verona, n. 1905 - Negrar, † 1982)
- Renato Signorini, scultore, pittore e medaglista italiano (Asmara, n. 1902 - Roma, † 1966)

## Sondaggisti(1)
- Renato Mannheimer, sondaggista e sociologo italiano (Milano, n. 1947)

## Sovrani(1)
- Renato d'Angiò, sovrano francese (Angers, n. 1409 - Aix-en-Provence, † 1480)

## Statistici(1)
- Renato Guarini, statistico italiano (Napoli, n. 1932)

## Stilisti(1)
- Renato Balestra, stilista italiano (Trieste, n. 1924 - Roma, † 2022)

## Storici(6)
- Renato Bordone, storico italiano (Torino, n. 1948 - Villafranca d'Asti, † 2011)
- Renato Del Ponte, storico italiano (Lodi, n. 1944 - Fivizzano, † 2023)
- Renato Profuturo Frigerido, storico romano
- Renato Moro, storico italiano (Roma, n. 1951)
- Renato Risaliti, storico, scrittore e docente italiano (Agliana, n. 1935 - Pistoia, † 2020)
- Renato Solmi, storico e traduttore italiano (Aosta, n. 1927 - Torino, † 2015)

## Storici dell'architettura(1)
- Renato Bonelli, storico dell'architettura e architetto italiano (Orvieto, n. 1911 - Orvieto, † 2004)

## Storici dell'arte(1)
- Renato Cevese, storico dell'arte, critico d'arte e storico dell'architettura italiano (Vicenza, n. 1920 - Vicenza, † 2009)

## Tennisti(1)
- Renato Bossi, tennista e attore italiano (Milano, n. 1907 - † 1948)

## Tenori(3)
- Renato Cioni, tenore italiano (Portoferraio, n. 1929 - Portoferraio, † 2014)
- Renato Francesconi, tenore italiano (Roma, n. 1934 - Roma, † 2023)
- Renato Gavarini, tenore italiano (Parma, n. 1919 - Parma, † 2003)

## Terroristi(1)
- Renato Curcio, ex terrorista italiano (Monterotondo, n. 1941)

## Tiratori a segno(1)
- Renato Sacchi, tiratore a segno italiano (Milano, n. 1928 - Milano, † 2020)

## Traduttori(1)
- Renato Mucci, traduttore, poeta e giornalista italiano (Roma, n. 1893 - † 1976)

## Velocisti(1)
- Renato Panciera, velocista italiano (Pieve di Cadore, n. 1935 - Pieve di Cadore, † 2001)

## Vescovi(2)
- Renato di Sorrento, vescovo e santo italiano († 450)
- Renato di Angers, vescovo francese

## Vescovi cattolici(2)
- Renato Marangoni, vescovo cattolico italiano (Crespano del Grappa, n. 1958)
- Renato Tarantelli Baccari, vescovo cattolico italiano (Roma, n. 1976)

## Violinisti(2)
- Renato de Barbieri, violinista italiano (Genova, n. 1920 - Trento, † 1991)
- Renato Zanettovich, violinista italiano (Trieste, n. 1921 - Trieste, † 2021)

## Wrestler(1)
- Averno, wrestler messicano (Città del Messico, n. 1977)

## Senza attività specificata(4)
- Renato d'Alençon, duca e conte francese (n. 1454 - Alençon, † 1492)
- Renato Calligaro, vignettista e fumettista italiano (Buja, n. 1928 - Buja, † 2023)
- Renato di Challant, conte (Issogne, n. 1502 - Ambronay, † 1565)
- Renato Poggioli, slavista, traduttore e critico letterario italiano (Firenze, n. 1907 - Crescent City, † 1963)